# 1615 Bardwell
1615 Bardwell eller 1950 BW är en asteroid i huvudbältet, som upptäcktes 28 januari 1950 av Indiana Asteroid Program vid Indiana University Bloomington med Goethe Link Observatory. Asteroiden har fått sitt namn efter astronomen Conrad Bardwell.
Asteroiden har en diameter på ungefär 29 kilometer och den tillhör asteroidgruppen Themis.